# Jour de fête (album)
Albums de Au Bonheur des Dames
Halte là!
(1976) Les adieux (en concert)
(1997)
Jour de fête est le quatrième album du groupe français Au Bonheur des Dames sorti en 1987 ((P) 1988).

## Titres
1. Mon teppaz est en panne
2. Rends-moi la ding dong
3. J'aime le beurre
4. Le sifflet des copains (1)
5. Pouet-pouet
6. Monsieur Ping
7. Ne pleure pas pour moi
8. Je be-begaie-gaiement …
9. Le sifflet des copains (2)
10. Roulez bourrés
11. Une panne dans la nuit
12. Hôtel sans-souci
13. Tout l'amour que j'ai pour toi
14. Coucouche panier
15. Ça m'énerve
16. Ta robe en taffetas
17. Le sifflet des copains (3)
18. Marche tout droit
19. Latequi
20. Oh les filles ! (1988)

## Membres présents
- Ramon Pipin - guitare
- Gepetto Ben Glabros - saxophone
- Rita Brantalou - guitar
- Shitty Télaouine - basse
- Hubert de la Motte Fifrée - batterie
- Eddick Ritchell - chant
- Sharon Glory - chant